# Guaymas
Guaymas, Heróica Ciudad de Guaymas – miasto w zachodniej części meksykańskiego stanu Sonora położone nad Zatoką Kalifornijską, na skraju Pustyni Sonora w odległości około 117 km od stolicy stanu Hermosillo.
Miasto jest głównym portem w stanie Sonora. Jest siedzibą gminy Guaymas de Zaragoza. Głównym źródłem dochodu jest port a atrakcjami turystycznymi piękne plaże i karnawał odbywający się corocznie już od 1880 roku.
W mieście rozwinął się przemysł metalowy, chemiczny oraz spożywczy.

## Historia
Przed przybyciem Europejczyków na terenach otaczających Guaymas mieszkała ludność indiańska należąca do trzech plemion: Guaymas, Seri i Yaqui. W 1539 roku do zatoki Guaymas dotarły dwa hiszpańskie statki: Santa Agueda i El Trinidad dowodzone przez Francisco de Ulloa, który nazwał rejon „portem portów”. Pierwsze misje w rejonie powstały w latach 10. 20. XVII wieku. Jednak większe osadnictwo, ze względu na opór Indian Seri, aż do zbrojnych walk w 1769 roku, nie miało miejsca. W 1767 roku wicekról Nowej Hiszpanii Carlos Francisco de Croix zarządził Ekspedycję Sonora której głównym celem była walka i podbicie nieujarzmionych plemion Seri i Pima. Po zwycięstwie wybudowano na miejscu obecnego Guaymas ceglany fort, który jednak nie zachował się do czasów obecnych.

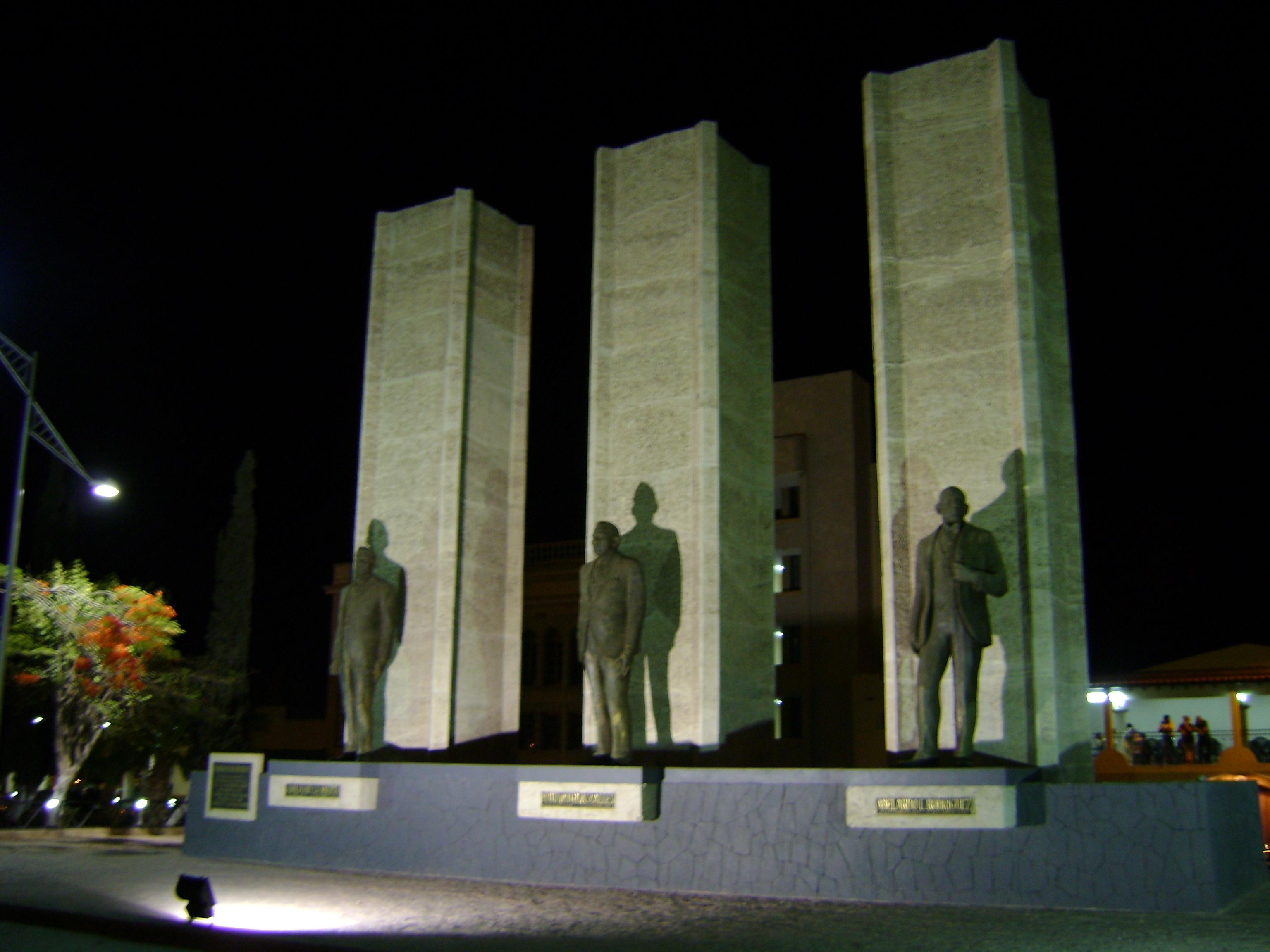
Pomnik trzech prezydentów w Guaymas